# Glacier River (North Fork Koyukuk River)
Der Glacier River (engl. für „Gletscher-Fluss“) ist ein etwa 65 Kilometer langer linker Nebenfluss des North Fork Koyukuk River im zentralen Norden des US-Bundesstaats Alaska.

## Verlauf
Der Glacier River entsteht im äußersten Osten der Endicott Mountains am Zusammenfluss von Roy Creek (links, knapp 20 km lang) und Chimney Fork (rechts, etwa 7 km lang). Er fließt anfangs nach Süden, auf den unteren 30 Kilometern wendet er sich in Richtung Südsüdwest. Der Glacier River mündet schließlich von links in den North Fork Koyukuk River. Der Flusslauf liegt innerhalb des Gates-of-the-Arctic-Nationalparks. Der Glacier River entwässert ein Areal von etwa 872 km².

## Name
Der Flussname stammt von lokalen Prospektoren und wurde 1929 von Robert Marshall niedergeschrieben.